# Donkey
Donkey è il secondo album in studio del gruppo musicale brasiliano CSS, pubblicato nel 2008.

## Tracce
1. Jager Yoga – 3:49
2. Rat Is Dead (Rage) – 3:19
3. Let's Reggae All Night – 3:54
4. Give Up – 3:21
5. Left Behind – 3:31
6. Beautiful Song – 3:28
7. How I Became Paranoid – 3:26
8. Move – 3:53
9. I Fly – 3:17
10. Believe Achieve – 3:36
11. Air Painter – 3:48

## Formazione
- Adriano Cintra - basso, voce, cori
- Lovefoxxx - voce
- Carolina Parra - chitarra, cori
- Ana Rezende aka Ana Rezende dos Anjos - chitarre, tastiere
- Luiza Sá - chitarra, tastiere
- Jon Harper - batteria